# Пагаев, Заурбек Таймуразович
Заурбе́к Таймура́зович Пага́ев (род. 13 октября 1992, Владикавказ, Северо-Осетинская АССР) — российский парафутболист, нападающий паралимпийской сборной России и ФК Л. Ч. О. Паралимпийский чемпион (2012) по футболу 7×7, чемпион мира, заслуженный мастер спорта России.

## Награды
- Орден Дружбы (10 сентября 2012) — за большой вклад в развитие физической культуры и спорта, высокие спортивные достижения на XIV Паралимпийских летних играх 2012 года в городе Лондоне (Великобритания)[2].
- Заслуженный мастер спорта России.